# Ofelia Montesco
Ofelia Irene Grabowski Edery (Iquitos, Loreto, 10 de septiembre de 1936-Ciudad de México, 16 de junio de 1983), conocida como Ofelia Montesco, fue una actriz peruanomexicana. Realizó varias películas en México.

## Biografía y carrera

### 1936-1958: primeros años
Ofelia Irene Grabowski Edery nació el 10 de septiembre de 1936 en Iquitos, siendo hija del polaco Segismundo Pedro Grabowski, de ascendencia asquenazí, y de Julia Edery, descendiente de sefardíes franceses que emigraron a Tánger, Marruecos. En adición, su familia familia de origen judío.
Estudió en Lima en el colegio Rosa de América, y después incursionó en teatro y participó en el concurso La Más Bella del Perú.

### 1958-1959: emigración a México y éxito inicial
En 1958, visitó México y la conoció el productor mexicano Gregorio Walerstein, quien la invitó a participar en el cine. Realizó su debut cinematográfico con una breve participación en Sube y baja, película de Cantinflas filmada en 1958 y estrenada en 1959. Montesco se nacionalizó mexicana debido a su llegada a México. Pronto consiguió su primer papel estelar, La Mariposa, la musa de Agustín Lara (interpretado por Germán Robles), en La vida de Agustín Lara (1959), y también participó en Escuela de verano (1959), con Tin Tan, y Una señora movida (1959), con Clavillazo.

### 1960-1967: estrellato

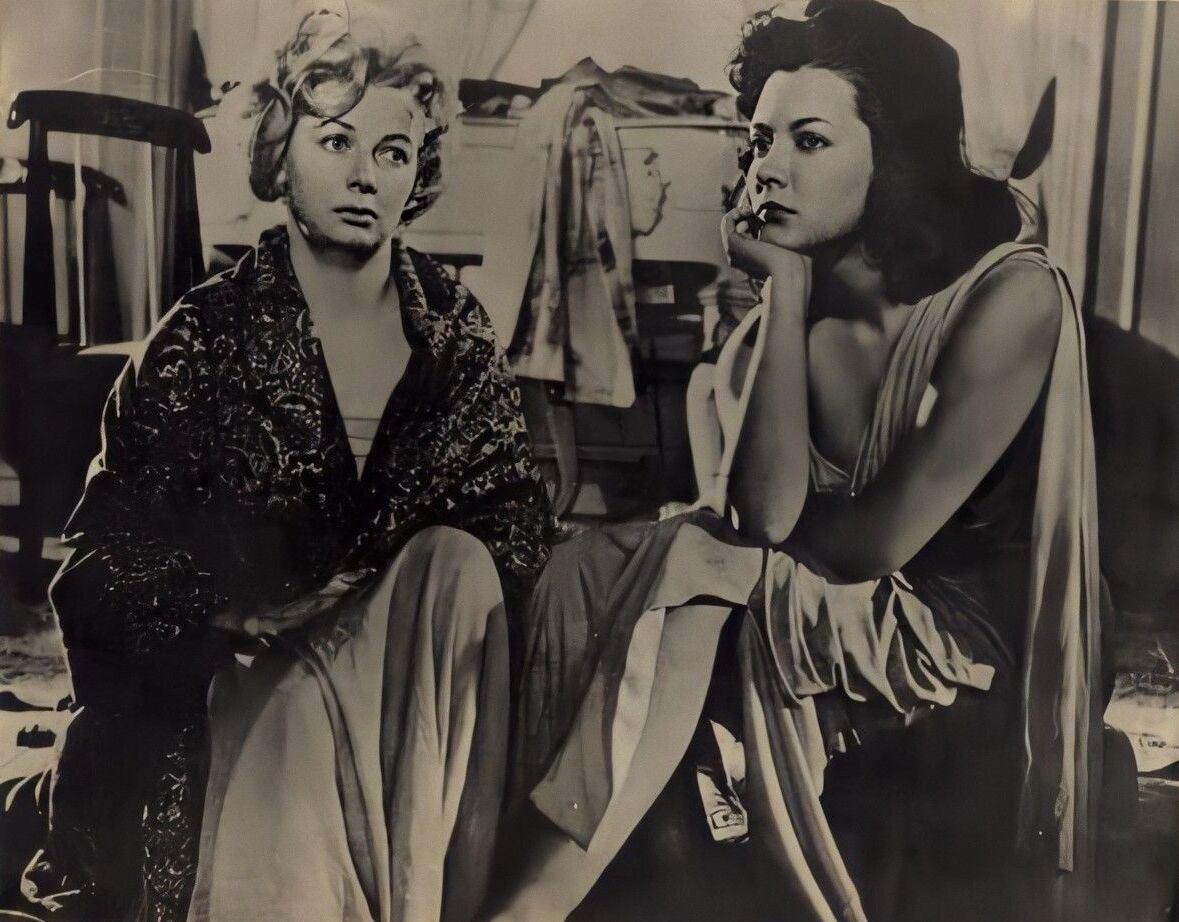
Montesco junto a Patricia Morán en El ángel exterminador (1962).

Gracias al éxito de su actuación en la película biográfica de Agustín Lara, Montesco fue contratada para interpretar papeles estelares en Vuelta al paraíso (1960), con Lilia Prado y Sergio Bustamante; Cuando regrese mamá (1961), con Rafael Bertrand y María Duval; Muchachas que trabajan (1961), con Ariadna Welter, Rosita Arenas y Angélica María; y Que me maten en tus brazos (1961), con Antonio Aguilar, Jaime Fernández y David Reynoso. Otro de sus primeros éxitos fue su participación estelar en Juan sin miedo (1961), con Luis Aguilar, y también ganó fama por sus actuaciones en El ángel exterminador (1962), de Luis Buñuel, y Santo contra las mujeres vampiro (1962), con Lorena Velázquez y María Duval.
Incursionó en el canto con sus interpretaciones de «El que a hierro mata» y «Por ahí nomás» en Martín Romero El Rápido (1966), película western donde compartió créditos estelares con Fernando Casanova, Armando Silvestre y María Duval. Trabajó con los cómicos Marco Antonio Campos «Viruta» y Gaspar Henaine «Capulina» en Un par de roba chicos (1967). Logró una de sus mejores actuaciones dramáticas en Valentín de la Sierra (1968), con Antonio Aguilar, y también son notables en su carrera las seis películas que coprotagonizó con Rodolfo de Anda, entre ellas El zurdo (1965), Un hombre peligroso (1965), Una horca para El Texano (1967) y Arriba las manos, Texano (1967).
También tuvo grandes éxitos en la televisión con sus actuaciones en las telenovelas Intriga (1968), Destino a la gloria (1968), Encadenados (1969) y El carruaje (1972), en esta última interpretó a la emperatriz Eugenia de Montijo al lado del actor español Antonio Passy como el emperador Napoleón III.
Contrajo matrimonio con el actor Alvaro Ortiz, con quien tuvo un hijo. Ortiz, hermano de la productora Angélica Ortiz y tío de la actriz y cantante Angélica María, produjo la película peruana A la sombra del sol (1967), en la que él y Montesco fueron protagonistas.

## Enfermedad y muerte

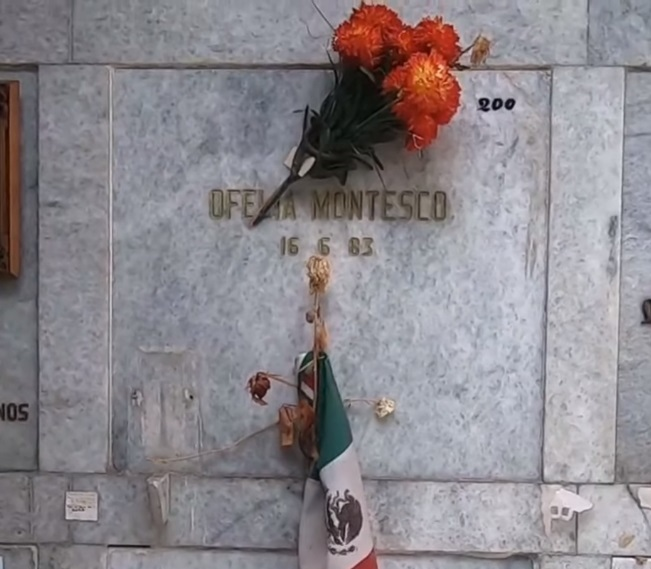
Cripta de Ofelia Montesco en el Panteón Jardín.

El 16 de junio de 1983, Montesco falleció en Ciudad de México a los 46 años de edad, a causa de cáncer de estómago. Su cuerpo fue sepultado en una cripta dentro de la parcela de la Asociación Nacional de Actores (ANDA) del Panteón Jardín, ubicado en la misma ciudad.

## Filmografía selecta
- Misterios de la magia negra (1958)
- Sube y baja (1958)
- Escuela de verano (1959)
- Una señora movida (1959)
- Vuelta al paraíso (1960)
- Que me maten en tus brazos (1961)
- El ángel exterminador (1962)
- Santo contra las mujeres vampiro (1962)
- El Zurdo (1965)
- A la sombra del sol (1966)
- Un par de roba chicos (1967)
- Arriba las manos Texano (1969)
- El pueblo del terror (1970)
- Un adorable sinvergüenza (1986)